# Buyut Mekar
Buyut Mekar is een bestuurslaag in het regentschap Lebak van de provincie Banten, Indonesië. Buyut Mekar telt 2047 inwoners (volkstelling 2010).